# 张士英
张士英（1918年—），男，山西晋城人，中华人民共和国政治人物，曾任吉林省人民委员会副省长，中共吉林省纪律检查委员会书记，中共吉林省顾问委员会副主任。